# Братислава IV (округ)
Округ Братислава III (словац. Okres Bratislava III) — округ (район) в Братиславському краї Словаччини. Площа округу становить — 96,7 км², на якій проживає — 95 376 осіб (31.12.2015). Щільність населення — 986,31 осіб/км². У район входять міські частини Девін, Девінська Нова Вес, Дубравка, Загорська Бистриця, Карлова Вес, Ламач.

## Населення
| Рік:            | 1994.  | 2004.   | 2014.   | 2024.    |
| --------------- | ------ | ------- | ------- | -------- |
| Кількість осіб: | 94 550 | 92 926  | 94 554  | 105 137  |
| Різниця:        |        | -1,71 % | +1,75 % | +11,19 % |

| Рік:            | 2023.   | 2024.   |
| --------------- | ------- | ------- |
| Кількість осіб: | 105 043 | 105 137 |
| Різниця:        |         | +0,08 % |

### Статистичні дані (2001)

#### Національний склад
- Словаки 92,9 %
- Угорці 2,5 %
- Чехи 1,9 %

#### Конфесійний склад
- Католики 56,3 %
- Лютерани 5,3 %
- Греко-католики 0,7 %

## Географія
Розташована Борська низовина.